# Dieter Landuris
Dieter Landuris (ur. 12 sierpnia 1961 w Monachium) – niemiecki aktor telewizyjny, głosowy i filmowy, piosenkarz. 

## Wybrana filmografia

### Filmy
- 1998: 23 jako Pepe
- 1998: Dziwne zachowania dojrzałych płciowo mieszkańców dużych miast w okresie łączenia się w pary jako Marcello
- 2003: Dyl Sowizdrzał jako porucznik (głos)

### Seriale TV
- 1988: Tatort: Pleitegeier jako Harry Krause
- 1997: Tatort: Bombenstimmung jako Paul Grimme
- 1998: Tatort: Voll ins Herz jako Sven Miller
- 2000: Komisarz Rex jako Hans Tomek / Paul Tomek
- 2002: Kobra – oddział specjalny jako Behler
- 2003: Tatort: Außer Kontrolle jako Eddi Löser
- 2010: Telefon 110 jako Ralph Herder